# Malina (film, 1991)
Pour les articles homonymes, voir Malina.
Pour plus de détails, voir Fiche technique et Distribution.
Malina est un film germano-autrichien réalisé par Werner Schroeter en 1991, en compétition au Festival de Cannes 1991.

## Synopsis
1970, à Vienne. Déambulations d'une poétesse, partagée entre son mari, Malina, qui veille sur elle, et son amant, Ivan, dérouté par cette femme éprise de liberté. La solitude et ses obsessions la mèneront peu à peu vers la folie.

## Fiche technique
- Titre : Malina
- Réalisation : Werner Schroeter
- Scénario : Elfriede Jelinek, Patricia Moraz (dialogue français) d'après le roman d'Ingeborg Bachmann
- Montage : Juliane Lorenz
- Photographie : Elfi Mikesch
- Musique : Giacomo Manzoni
- Genre : Drame, fantastique, romance
- Format : 35mm, couleur
- Pays d'origine :  Allemagne/ Autriche
- Langue : français, allemand
- Durée : 125 minutes
- Date de sortie : 17 janvier 1991
- Tournage : Vienne, Berlin et Munich entre juin et août 1990.

## Distribution
- Isabelle Huppert - La Femme
- Mathieu Carrière - Malina
- Can Togay - Ivan
- Fritz Schediwy - Père
- Isolde Barth - Mère
- Libgart Schwarz - Frl. Jellinek
- Elisabeth Krejcir - Lina
- Peter Kern - Bulgare
- Jenny Drivala - Cantatrice
- Wiebke Frost - Sœur de la Femme
- Lisa Kreuzer - Die Frau (voix)
- Lolita Chammah - La Femme, enfant
- David Philipp Kotai - Bela
- David Salomonowitz - András
- Andre Mueller - Herr Mühlbauer
- Kinskim Idl Graf - Comte Altenwyl
- Hanno Pöschl: Le postier